# Equitazione ai Giochi della XVI Olimpiade - Dressage a squadre
La competizione del dressage a squadre di equitazione dei Giochi della XVI Olimpiade si è svolta i giorni 15 e 16 giugno 1956 allo stadio Olimpico di Stoccolma.

## Classifica finale
La classifica finale era determinata sommando i punteggi dei tre cavalieri di ogni nazione della prova individuale.
| Pos.    | Nazione          | Binomio                      | Binomio     | Risultato individuale | Risultato Totale |
| Pos.    | Nazione          | Cavaliere                    | Cavallo     | Risultato individuale | Risultato Totale |
| ------- | ---------------- | ---------------------------- | ----------- | --------------------- | ---------------- |
| Oro     | Svezia           | Henri Saint Cyr              | Juli        | 860,00                | 2475,00          |
| Oro     | Svezia           | Gehnäll Persson              | Knaust      | 821,00                | 2475,00          |
| Oro     | Svezia           | Gustaf Adolf Boltenstern Jr. | Krest       | 794,00                | 2475,00          |
| Argento | Germania         | Liselott Linsenhoff          | Adular      | 832,00                | 2346,00          |
| Argento | Germania         | Hannelore Weygand            | Perkunos    | 785,00                | 2346,00          |
| Argento | Germania         | Anneliese Küppers            | Afrika      | 729,00                | 2346,00          |
| Bronzo  | Svizzera         | Gottfried Trachsel           | Kursus      | 807,00                | 2346,00          |
| Bronzo  | Svizzera         | Henri Chammartin             | Wöhler      | 789,00                | 2346,00          |
| Bronzo  | Svizzera         | Gustav Fischer               | Vasello     | 750,00                | 2346,00          |
| 4       | Unione Sovietica | Sergey Filatov               | Ingas       | 744,00                | 2170,00          |
| 4       | Unione Sovietica | Aleksandr Vtorov             | Repertoir   | 726,00                | 2170,00          |
| 4       | Unione Sovietica | Nikolay Sitko                | Skatchek    | 700,00                | 2170,00          |
| 5       | Danimarca        | Lis Hartel                   | Jubilee     | 850,00                | 2167,00          |
| 5       | Danimarca        | Hermann Zobel                | Monty       | 673,00                | 2167,00          |
| 5       | Danimarca        | Inger Lemvigh-Müller         | Bel Ami     | 644,00                | 2167,00          |
| 6       | Francia          | André Jousseaume             | Harpagon    | 814,00                | 2016,00          |
| 6       | Francia          | Jean-Albert Brasu            | Vol d'Amour | 648,00                | 2016,00          |
| 6       | Francia          | Jean Salmon                  | Kipling     | 554,00                | 2016,00          |
| 7       | Norvegia         | Else Christophersen          | Diva        | 739,00                | 1912,50          |
| 7       | Norvegia         | Anne-Lise Kielland           | Clary       | 601,50                | 1912,50          |
| 7       | Norvegia         | Bodil Russ                   | Corona      | 572,00                | 1912,50          |
| 8       | Romania          | Gheorghe Teodorescu          | Palatin     | 721,00                | 1862,00          |
| 8       | Romania          | Nicolae Mihalcea             | Mihnea      | 625,00                | 1862,00          |
| 8       | Romania          | Nicolae Marcoci              | Corvin      | 516,00                | 1862,00          |